# Kuito Kuanavale
Kuito Kuanavale è un municipio dell'Angola appartenente alla provincia di Cuando Cubango. Ha 65.441 abitanti (stima del 2006) ed una superficie di 35.610 km².